# Rachel Roy
Ne doit pas être confondu avec Rachael Ray.
Rachel Roy  (née vers 1974) est une styliste américaine basée à New York.

## Enfance et formation
Rachel Roy a été élevée au sein de l'Église adventiste du septième jour à Seaside (Californie). Son frère, Rajendra Roy, est conservateur en chef du département des films au Museum of Modern Art de New York. Leur mère est Néerlandaise et leur père, né à Chennai, est Bengali.
Rachel Roy fréquente le Columbia Union College (nommée également Université adventiste de Washington) de Takoma Park, dans le Maryland. Elle déménage à New York où elle travaille en tant que styliste-photo et effectue un stage chez Rocawear, une marque de vêtements.

## Carrière dans la mode
Chez Rocawear, Rachel Roy obtient le poste de directrice de création des départements femmes et enfants et rencontre son futur mari, Damon Dash. En 2004, elle lance une collection de vêtements à son nom.
Au début de l'année 2006, Rachel Roy reçoit une récompense de Bollywood pour sa contribution à la mode américaine. Elle fait également une apparition sur le plateau d'Oprah Winfrey. En 2007, elle est admise au Conseil des créateurs de mode américains.
En juin 2008, le groupe Jones Apparel forme une coentreprise avec la marque Rachel Roy. Rachel Roy gagne en popularité auprès des adolescents. Dans le Teen Vogue d'avril 2009, elle écrit un tutoriel dans lequel elle explique comment créer une robe de soirée tendance à partir d'un t-shirt ordinaire.
En août 2009, Rachel Roy lance la collection RACHEL Rachel Roy collection, une seconde ligne de vêtements de sport, de chaussures et d'accessoires à prix abordable. La marque RACHEL Rachel Roy est uniquement disponible chez Macy's aux États-Unis et chez La Baie au Canada. De plus, au cours de l'été 2009, Rachel Roy annonce une collaboration avec Estelle, chanteuse britannique gagnante des Grammy Awards, sur son compte Twitter. Elles travaillent ensemble sur une ligne de bijoux pour la collection RACHEL Rachel Roy du printemps 2010. Rachel Roy a également créé une collection capsule en partenariat avec la mannequin Jessica Stam, disponible à l'automne 2010 dans les magasins Macy's et sur le site rachelroy.com.

### Clients célèbres
Parmi les clients de Rachel Roy, il est possible de citer Michelle Obama, Diane Sawyer, Kate Hudson, Jennifer Garner, Kim Kardashian, Iman, Lucy Liu, Sharon Stone, Tyra Banks, Wendy Williams, ou encore Penélope Cruz.

## Vie privée
Rachel Roy et Damon Dash se sont mariés à la fin de l'année de 2004 ou en 2005 selon les sources. Le couple a deux filles. Rachel Roy demande le divorce en 2009. En avril 2015, elle obtient la garde exclusive de ses filles ainsi qu'une mesure d'éloignement de trois ans à l'encontre de son ex-mari. Quelques jours plus tard, Damon Dash entame une procédure judiciaire contre elle, l'accusant entre autres de rupture de ses obligations fiduciaires vis-à-vis de Royale Etenia, une entreprise de mode que le couple a fondé pendant son mariage,. À la suite d'un post de Rachel Roy sur Instagram, beaucoup ont pensé qu'elle était la « Becky with the good hair » (Becky aux beaux cheveux) dont parle Beyoncé dans sa chanson "Sorry" de l'album Lemonade.